# Huang Chong
Huang Chong (28 marzo 1963) è un ex calciatore cinese, di ruolo attaccante.